# 오키쓰정 (지바현)
오키쓰정(興津町)은 지바현 이스미군에 일찍이 존재했던 정이다. 현재의 가쓰우라시 남서부에 해당한다.

## 역사
- 1889년 4월 1일 - 정촌제 시행에 수반해 이스미군 오키쓰촌이 성립하였다.
- 1921년 1월 1일 - 정으로 승격해 오키쓰정이 되었다.
- 1955년 2월 11일 - 가쓰우라정, 우에노촌, 후사노촌과 합병해, 이스미군 가쓰우라정이 되어, 오키쓰정은 소멸하였다.

## 인구
| 1891년 | 5,297 |
| 1915년 | 5,710 |
| 1920년 | 4,924 |
| 1925년 | 5,386 |
| 1930년 | 5,124 |
| 1935년 | 5,502 |
| 1940년 | 5,256 |
| 1947년 | 8,170 |
| 1950년 | 7,040 |

## 교통

### 철도
- 일본국유철도 (→ 동일본 여객철도)
  - 소토보 선

### 도로
- 2급 국도
  - 국도 128호선